# The Christmas Song
The Christmas Song (con su subtítulo "Chestnuts Roasting on an Open Fire", aunque se subtituló originalmente como "Merry Christmas To You") es una canción clásica de Navidad escrita en 1944 por el músico, compositor y vocalista Mel Tormé ("The Velvet Fog") y Bob Wells.

## Escritura, grabación y producción
The Christmas Song fue escrita en 1944 por el vocalista Mel Tormé y Wells Bob. Según Tormé, la canción fue compuesta durante un verano muy caluroso. En un esfuerzo por «[...] mantener la calma y tener el pensamiento fresco» nació una de las canciones navideñas más interpretadas de la historia (de acuerdo al IMC). La canción fue grabada por primera vez en 1946 por The Nat King Cole Trio.

## The Christmas Song -versión de Christina Aguilera-

### Rendimiento en las listas

#### América
El sencillo fue únicamente lanzado para los Estados Unidos el día 23 de noviembre. A pesar de eso, el sencillo logró un éxito moderado en Canadá. Tuvo buena aceptación en los Estados Unidos, donde debutó en la posición nº97 en la lista de éxitos Billboard Hot 100. Al cabo de dos semanas, el sencillo logró la posición nº18, lo que lo convirtió uno de los sencillos navideños más exitosos en la historia de los Estados Unidos, especialmente favorecido por el público joven. En 1999, Christina Aguilera grabó una nueva versión para la época navideña para su primer álbum navideño My Kind of Christmas (es el segundo álbum navideño más vendido en la historia). Según Nielsen SoundScan, hasta septiembre de 2012, la versión de Aguilera vendió 213 000 copias en Estados Unidos, donde se convirtió en el quinto sencillo más vendido de la cantante en formato material.

#### Asia
A pesar de que el sencillo no fue lanzado internacionalmente, ingresó en la semana de Navidad en la lista de éxitos japonesa "Tokio Hot 100" en la posición n.º 27.

### Formatos
| CD Single Versión: EE.UU. |                      |                                |       |
| 1                         | "The Christmas Song" | Thunderpuss 2000 Holiday Remix | 03:59 |
| 2                         | "Genie In A Bottle"  | Eddie Arroyo Rhythm Mix        | 04:26 |

| Vinilo 12 Versión: EE.UU. |                      |                                               |       |
| 1                         | "The Christmas Song" | Thunderpuss 2000 Holiday Remix                | 03:59 |
| 2                         | "The Christmas Song" | Thunderpuss 2000 Holiday Remix - Club Version | 08:00 |
| 3                         | "Genie in a Bottle"  | Eddie Arroyo Rhythm Mix                       | 04:26 |
| 4                         | "What a Girl Wants"  | Radio Version                                 | 03:20 |

### Listas musicales de canciones
| America        |                   |    |    |   |   |
| Canadá         | Top 100 Singles   | 90 | 22 | 1 | 4 |
| Estados Unidos | Billboard Hot 100 | 97 | 18 | 2 | 4 |
| Asia           |                   |    |    |   |   |
| Japón          | Tokio Hot 100     | 27 | 27 | 1 | 1 |

## The Christmas Song -versión de Erasure-
The Christmas Song es una canción del dúo del género electrónico Erasure publicada en su álbum Snow Globe en 2013.